# Regenye
Regenye là một thị trấn thuộc hạt Baranya, Hungary. Thị trấn này có diện tích 6,15 km², dân số năm 2010 là 133 người, mật độ 22 người/km².